# 布雷日
布雷日（法語：Brégy，法語發音：[bʁeʒi]）是法国瓦兹省的一个市镇，属于桑利斯区。

## 地理
布雷日（49°4'58"N, 2°51'55"E）面积13.17 平方千米，位于法国上法蘭西大區瓦兹省，该省份为法国北部内陆省份，北起索姆省，西接厄尔省和滨海塞纳省，南至塞纳-马恩省和瓦兹河谷省，东临埃纳省。
与布雷日接壤的市镇（或旧市镇、城区）包括：瓦斯里、皮雪、布扬西、谢夫勒维尔、奥涅、雷-福斯马丹、杜伊拉拉梅。

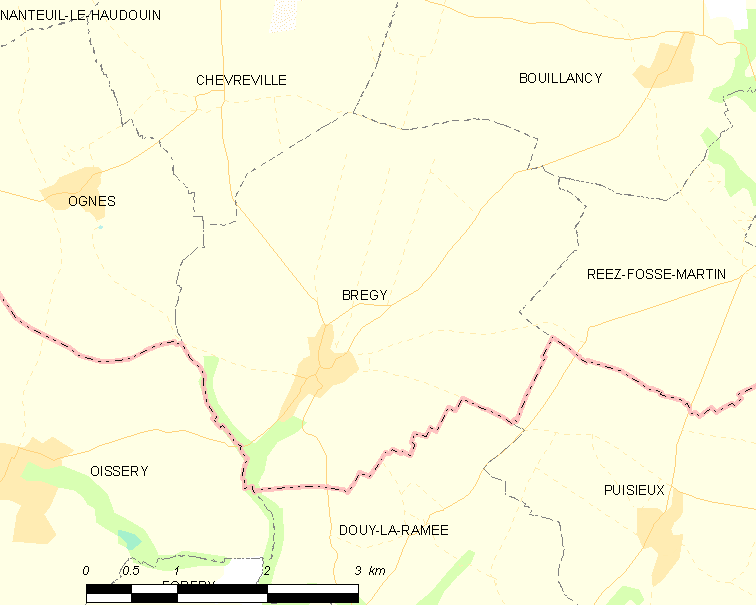
布雷日的OSM定位图

布雷日的时区为UTC+01:00、UTC+02:00（夏令时）。

## 行政
布雷日的邮政编码为60440，INSEE市镇编码为60101。

## 政治
布雷日所属的省级选区为楠特伊勒欧杜安县。

## 人口

1962-2008年间布雷日人口变化图示

布雷日于2022年1月1日时的人口数量为638人。